# (14425) Fujimimachi
(14425) Fujimimachi est un astéroïde de la ceinture principale.

## Description
(14425) Fujimimachi est un astéroïde de la ceinture principale. Il fut découvert le 13 octobre 1991 à Nyukasa par Masanori Hirasawa et Shohei Suzuki. Il présente une orbite caractérisée par un demi-grand axe de 2,18 UA, une excentricité de 0,23 et une inclinaison de 5,8° par rapport à l'écliptique.

## Compléments